# محوطه شهریری و مکتب اوشاقلاری
محوطه شهریری و مکتب اوشاقلاری مربوط به هزاره دوم و اول قبل از میلاد است و در شهرستان مشگین‌شهر، روستای پیرازمیان واقع شده و این اثر در تاریخ ۷ مهر ۱۳۸۱ با شمارهٔ ثبت ۶۱۶۲ به‌عنوان یکی از آثار ملی ایران به ثبت رسیده است.